# Ганна Ресволл-Голмсен
Ганна Марі Ресволл-Голмсен (норв. Hanna Marie Resvoll-Holmsen; 11 вересня 1873 — 13 березня 1943) — норвезька вчена-ботанік. Разом із сестрою, Теклею Ресволл, були першими у Норвегії жінками-вченими у галузі природознавства та охорони природи.

## Життєпис
Ганна Ресволл-Голмсен народилася 11 вересня 1873 року у комуні Вого, Оппланн. У дитинстві вона часто хворіла, тому відвідувала школу з перервами. У 1902 Ганна здала вступні іспити до вищої школи, у 1910 році закінчила навчання в університеті Осло. У 1921-1938 роках займала посаду доцента з фітогеографії у цьому ж університеті.
У 1907 році Ганна Ресволл-Голмсен брала участь у експедиції на Шпіцберген на чолі з океанографом принцом Альбером. Наступного року  вона поїхала на Шпіцберген самостійно, займалася фотографуванням, частково виконала кольорові фото. Ці фотографії є унікальною ранньою документацією природи Шпіцбергена. Її ботанічні спостереження були вперше опубліковані у праці Observations botaniques у Монако, а у 1927 році видані норвезькою мовою.  Svalbards Flora (1927) – перша публікація про флору архіпелагу Шпіцберген.
Використовуючи кількісні методи Крістена Раункера вона провела велике вегетаційне дослідження норвезької альпійської рослинності, результати були опубліковані у роботі Om Fjeldvegetationen i det Østenfjeldske Norge (Гірська рослинність Норвегії на схід від Сканда; 1920). Вона також досліджувала субальпійські березові ліси, результати досліджень були опубліковані в есе Om betydningen av det uensartede i våre skoger (Про значення гетерогенності в лісах).
Ганна Ресволл-Голмсен була активним захисником природи Норвегії. Разом з геологом Адольфом Хоелем вони вперше підняли питання охорони природи на Шпіцбергені. Її називали першою в країні "зеленою панчохою".
Перший шлюб Ганни Ресволл-Голмсен з Гансом Дісетом був невдалим, вони розлучилися у 1901 році. У 1909 році вона вдруге вийшла заміж за геолога Гуннара Голмсена (1880–1976), брата чоловіка її сестри Теклі Ресволл.
Ганна Ресволл-Голмсен померла 13 березня 1943 в Осло.

## Ботанічніепоніми
Вид Ranunculus resvoll-holmseniae (Жовтецеві) було названо на її честь.

## Окремі наукові праці
- Les observations botaniques de la campagne scientifique de S.A.S. le Prince Albert 1er de Monaco. La misión Isachsen au Spitzberg 1907 - 1910
- Observations botaniques - 1913
- Om betingelserne for Spitsbergens planteliv - 1920
- Om fjeldvegetationen i det østenfjeldske Norge - 1920
- Svalbards Flora - 1927
- Om betydningen av det uensartede i våre skoger. Tidsskrift for Skogbruk - 1932